# Дерк
Дерк (азерб. Dərk) — село в Губинском районе Азербайджана.

## География
Селение расположено под горою Кейвант-даг.

## Название
«Кавказский календарь» на 1857 год приводит название Дерка «на туземном наречии» (ﺩﺭﻙ). 
По русской дореволюционной орфографии его название писалось как «Деркъ». В литературе первых десятилетий существования Советского Азербайджана можно встретить написания «Дерки» или «Дарк».

## История
Это селение в середине XIX века являлось частью Будугского магала Кубинского уезда Дербентской губернии. Позже, относясь к тому же уезду, оно входило в состав Бакинской губернии. 
Являлся казённой деревней. По сведениям «Камерального описания Кубинской провинции», составленном в 1831 году коллежским регистратором Хотяновским, в казённой деревне Дарк население состояло из сейидов-суннитов ведших оседлый образ жизни и занимавшихся выращиванием пшеницы и овцеводством. Жители ввиду своего происхождения были освобождены от выплаты налогов.
В середине 1880-х годов Дерк и ещё три населённых пункта (Айди-кенд, Талыш и Ерфи) принадлежали к одному Ерфинскому сельскому обществу. В начале 1930-х годов Дерк входил в состав Конахкентского района Азербайджанской ССР.

## Население
В статистических источниках жители селения чаще фиксировались либо как «татары» (азербайджанцы), либо как таты.

### XIX век
По сведениям  на 1831 год в Дарк Будугского магала население состояло из сеидов-суннитов.
Согласно сведениям «Кавказского календаря» на 1857 год в Дерке проживали «татары»-сунниты (азербайджанцы-сунниты), а местным языком был «татарский» (азербайджанский). 
По данным же списков населённых мест Бакинской губернии от 1870 года, составленных по сведения камерального описания губернии с 1859 по 1864 год, здесь имелось 52 двора и 330 жителей (160 мужчин и 170 женщин), представленных татами-суннитами. Из материалов посемейных списков на 1886 год видно, что все 453 жителя Дерка (239 мужчин и 214 женщин; 78 дыма) являлись татами-суннитами, среди которых было 425 крестьян на казённой земле (225 мужчин и 200 женщин; 74 дыма) и 28 представителей суннитского духовенства (14 мужчин и 14 женщин).

### XX век
В одной из статистических ведомостей, приложенной к Обзору Бакинской губернии за 1902 года и показывающей национальный состав коренного населения населённых пунктов Бакинской губернии на 1 января 1903 года, по Дерку Кубинского участка Кубинского уезда указаны 60 дымов и 591 душа обоего пола (339 мужского и 252 женского), «татар»-суннитов (азербайджанцев-суннитов) по национальности. В «Кавказском календаре» на 1910 год читаем, что в Дерке за 1907 год было 435 человек, преимущественно татов. 
По сведениям же Списка населённых мест, относящегося к Бакинской губернии и изданного Бакинским губернским статистическим комитетом в 1911 году, в селении насчитывалось 466 жителей (244 мужчины и 222 женщины; 75 дымов), среди которых 454 поселянина на казённой земле (239 мужчин и 215 женщин; 74 дыма) и 12 представителей духовенства (5 мужчин и 7 женщин; 1 дым). Те же материалы сообщают, что здесь были два лица мужского пола «грамотных на туземном языке».
Очередной «Кавказский календарь» на 1912 год показал в Дерке 446 жителя, но уже как «татар» (азербайджанцев). Согласно «Кавказскому календарю» на 1915 год, население поселения уменьшилось до 428 человек, также отмеченных как «татары» (азербайджанцы).
По результатам Азербайджанской сельскохозяйственной переписи 1921 года Дерк Кубинского уезда Азербайджанской ССР населяли 405 человек (203 мужчины и 202 женщины), преимущественно «тюрки азербайджанские» (азербайджанцы), среди которых было 10 грамотных. 
Согласно материалам издания «Административное деление АССР», подготовленного в 1933 году Управлением народно-хозяйственным учётом Азербайджанской ССР (АзНХУ), по состоянию на 1 января 1933 года в Дерке было 536 человек коренного населения (то есть приписанного к данному селу), среди которых 255 мужчин и 281 женщина. В этих же материалах указано, что весь Талышский сельсовет (селения Дерк и Талыш) населяли «тюрки» (азербайджанцы).
По состоянию на 2011 год, число жителей — 203 человек.
Основное занятие жителей — животноводство.
Имеются общеобразовательная школа, библиотека, клуб, мечеть.

## Достопримечательности
На северной окраине селения расположено средневековое поселение Сыртепе, которое датируется XV—XVII веками.